# Клерфонтен ан Ивлин
Клерфонтен ан Ивлен (фр. Clairefontaine-en-Yvelines) насеље је и општина у Француској у региону Париски регион, у департману Ивлен која припада префектури Рамбује.
По подацима из 2011. године у општини је живело 808 становника, а густина насељености је износила 46,92 становника/km². Општина се простире на површини од 17,22 km². Налази се на средњој надморској висини од 128 m метара (максималној 175 m, а минималној 119 m m).

## Демографија
| 1962. | 1968. | 1975. | 1982. | 1990. | 1999. | 2011. |
| ----- | ----- | ----- | ----- | ----- | ----- | ----- |
| 395   | 496   | 437   | 504   | 652   | 800   | 808   |

График промене броја становника у току последњих година